# Heather Mazur
Heather Mazur, född 17 juni 1976 i Pittsburgh, är en amerikansk skådespelare.
Mazur har bland annat medverkat i TV-serierna General Hospital (2021-2023) och The Lincoln Lawyer från 2022. Hon har även medverkat i filmen Night of the Living Dead från 1990.

## Filmografi (i urval)
- 1990 – Night of the Living Dead (1990)
- 2021–2023 – General Hospital (TV-serie)
- 2022 – The Lincoln Lawyer (TV-serie)